# 농업은행 (대한민국)
농업은행(農業銀行, Agricultural Bank)은 1958년 4월 1일 대한금융조합연합회와 휴전선 이남에 있던 금융조합의 단위조합들을 기반으로 설립된 대한민국의 농업계 특수은행이다. 1961년 8월에 농업협동조합과 통합해 종합농협이 되었고 도시에 있던 지점들은 중소기업은행으로 분리되었다.